# 柯尼希斯武斯特豪森空难
柯尼希斯武斯特豪森空難發生於1972年8月14日，當時東德航空的一架伊爾-62執行由東德柏林飛往保加利亞布爾加斯的假日包機，從柏林-舍訥費爾德機場起飛後不久即在柯尼希斯武斯特豪森一帶墜毀，機上156人全部罹難。該事故當時為全球第二慘重的航空事故，僅次於全日空58號班機空難，但在1977年發生了特內里費空難，該事故中造成583人離世，所以特內里費空難便成了全球最慘重的航空事故，但柯尼希斯武斯特豪森空難至今仍是德國最嚴重的航空事故。

## 事故經過
當地時間1972年8月14日16時30分，東德航空一架編號為DM-SEA的伊爾-62客機從舍訥費爾德機場起飛，機上乘客大多為前往保加利亞度假的旅遊者。飛機起飛後即向東南方的捷克斯洛伐克飛去。13分鐘後，飛機在科特布斯上空8900米處飛行時，飛行員報告升降舵故障，飛機也偏離規定航線10度左右。飛行員請求返航，但未能注意到可緊急降落在最近的機場（科特布斯附近的一個蘇聯空軍基地，但蘇聯不允許東德航機降落）。16時51分，機組決定進行空中放油，以減輕飛機降落時的重量。其後，飛機開始緊急下降，機組人員檢測到飛機後部有火。16時59分25秒，機組發出Mayday求救信號，報告飛機高度控制出現問題。數秒後，機尾脫落，飛機失控並且急劇下降，機身前部也隨之脫落，飛機最後墜毀於東德柯尼希斯武斯特豪森附近的森林中，機上156人全部死亡。

## 原因

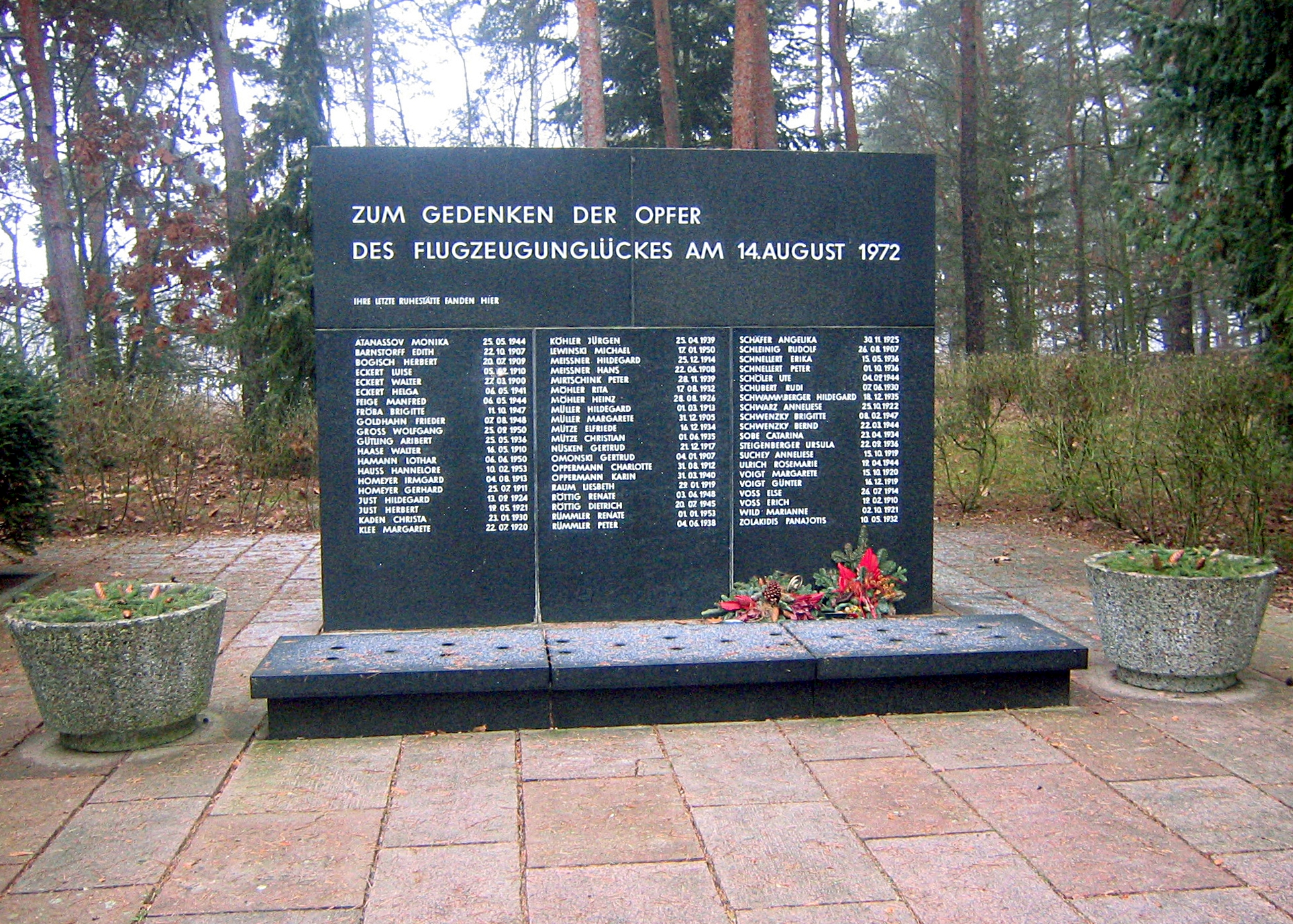
此次空難的紀念碑，設於墜機地點附近的维尔道

飛機失火的部分位於機尾，無法從客艙進入，因此機組人員起初未能意識到情況的緊急程度。起火原因是溫度達300°C的熱空氣從熱空氣管洩漏，損壞了電線與飛行控制線路的絕緣層。起飛之後，短路引發了2000°C左右的火花，貨艙第四區域也因此失火。火勢急遽猛烈，直至煙霧進入客艙，機身結構受損，最終導致機尾脫落。

## 類似事故
- LOT波蘭航空5055號班機空難